# Gundam Wing
Gundam Wing (新機動戦記ガンダムＷ?, Shin kidō senki Gandamu Uingu), conosciuto anche con il nome New Mobile Report Gundam W, è una serie televisiva anime giapponese di genere mecha. La serie, ambientata in uno degli universi alternativi della metaserie Gundam, conta 49 episodi, trasmessi per la prima volta in Giappone tra il 1995 e il 1996. In Italia è andata in onda in prima visione su Italia 1 dal 18 settembre 2001, dapprima ogni martedì e giovedì alle ore 13:30, poi, dopo una decina di episodi, ogni sabato e domenica mattina fra le 10:00 e le 11:30; fu quindi replicata su Italia Teen Television nel 2003, mentre la versione home video è stata curata dalla De Agostini, che ha distribuito tutti gli episodi in VHS, e da Shin Vision, che ne ha pubblicato i DVD, senza però completare l'edizione.

## Trama

Relena e Heero, Episodio 6.

### Premessa
Dopo decenni di guerre e lotte intense, i popoli della Terra decisero di creare un unico governo mondiale, noto come la Federazione degli Stati terrestri (nel manga viene chiamata Alleanza per l'Unità della Sfera Terrestre) con l'incarico di mantenere la pace tramite l'imposizione della forza militare. Nel nome di ideali quali la pace e la giustizia, la Federazione assunse ben presto il controllo - una dopo l'altra - delle colonie spaziali orbitanti nei cinque punti di Lagrange.
I coloni continuarono però a battersi per la loro autonomia e scelsero un politico di nome Heero Yui affinché rappresentasse i loro diritti in seno al consesso delle nazioni della Terra. Il carisma di Yui seppe conquistare la fiducia dei governi mondiali, che di buon grado accolsero il suo messaggio di smilitarizzazione totale e di non-violenza. Ma quando Yui venne assassinato nell'anno AfterColony 175, le speranze delle colonie svanirono di colpo e gravi tumulti vennero scatenati dalla loro ira repressa. Con il pretesto di riportarne l'ordine, la Federazione preparò un secondo (e questa volta maggiormente incisivo) intervento militare, utilizzando nuove macchine da guerra antropomorfe chiamate genericamente mobile suit per schiacciarne definitivamente ogni forma di resistenza. Le colonie spaziali passarono sotto la legge marziale e venne contemporaneamente proibito ogni tipo di cooperazione e comunicazione tra di esse; perfino gli stati terrestri simpatizzanti della filosofia di Heero Yui, vennero intimiditi o spazzati via dalla spietatezza degli eserciti federali.

### La serie TV
Dopo quasi vent'anni di oppressione nasce tra i coloni una rete di ribelli che decide finalmente di reagire alla prepotenza militare e politica della Federazione. I nuclei di resistenza dei cinque gruppi di colonie spaziali più attive lavorano indipendentemente, ciascuno alla sua parte della cosiddetta Operazione Meteora, la quale consiste nell'inviare sulla superficie terrestre cinque nuovi tipi di mobile suit chiamati Gundam (perché le loro corazze sono fatte di un materiale super resistente chiamato Gundanium) affidandoli a dei giovani piloti altamente preparati e pieni di risorse, per avviare azioni di guerriglia contro la Federazione.
Quattro di questi raggiungono la Terra senza incidenti mentre il quinto, colui che guida il Gundam chiamato "Ala di Fuoco" (e che porta il nome in codice di Heero Yui), viene intercettato da Zechs Merquise, tenente ed asso degli Specials, il corpo paramilitare d'élite della Federazione. Messo alle strette il ragazzo si trova obbligato a far ammarare il proprio Gundam, raggiungendo poi barcollante la riva. Il giovane viene però immediatamente soccorso da Relena Darlian, figlia del Vice-Ministro degli Esteri della Federazione, la quale anziché ricevere ringraziamenti riesce ad ottenere una minaccia dal sinistro ragazzo: Heero le promette che la ucciderà pur di mantenere nascosta la propria identità e di completare la missione che gli è stata affidata.
In poco tempo i Gundam mettono a segno numerosi attacchi contro l'esercito federale, che si rivela incapace di fermarli; preoccupati dalla forza inarrestabile di questi sconosciuti "mobile suit", i generali della Federazione inviano il padre di Relena ad avviare negoziati con i capi delle colonie spaziali. Tuttavia, Treize Khushrenada, il malvagio colonnello degli Specials (e diretto superiore di Zechs), è deciso ad ostacolare a tutti i costi questo trattato di pace, ed invia la sua fidata aiutante Lady Une a sabotare la missione diplomatica: il padre di Relena viene così eliminato. Il diplomatico rivela alla figlia - prima di morire a causa delle ferite riportate - la sua vera identità: lei è Relena Peacecraft, la dolce principessa di Sanc Kingdom, piccolo stato distrutto dalla Federazione vent'anni prima.
L'assassinio del Vice-Ministro Darlian non muta il giudizio dei generali della Federazione che stabiliscono di continuare a cercare un'intesa con le colonie. L'intero Stato Maggiore dell'esercito federale viene convocato per dibattere sulla questione, ma quando i Gundam attaccano il luogo dell'incontro, l'astuto Treize fa evacuare i generali a bordo di uno shuttle di OZ, facendone un obiettivo irresistibile.
Infatti i gruppi ribelli delle colonie sanno bene che la Federazione degli Stati terrestri è in realtà una marionetta nelle mani della Fondazione Romefeller, la potente lega industriale che sviluppa e produce i "mobile suit". Gli Specials non sono altro che la mano armata della società segreta di OZ, sussidiaria della Romefeller. Su comando della Fondazione, OZ si è infiltrata ai più alti livelli militari della Federazione e gli attacchi dei Gundam avevano lo scopo ultimo di annientare tutti i seguaci e le basi di OZ.
Con i leader della Federazione morti, OZ si rivela e prende il potere con il suo vero volto, lanciando l'Operazione Alba.
Le forze di OZ attaccano contemporaneamente la maggior parte delle basi militari della Federazione, che non avendo ordini dal comando centrale (annientato dai Gundam), non riescono ad organizzare un'adeguata resistenza e finiscono per essere sconfitte: OZ riesce così ad eliminare in un sol colpo l'esercito federale. Zechs Merquise, frattanto, attacca la base federale del Benelux, uccidendo il generale responsabile della morte del padre e della distruzione di Sanc Kingdom: Zechs, infatti, non è altri che Milliardo Peacecraft, fratello di Relena. Durante il secondo scontro tra Heero e Zechs, le colonie vengono messe sotto scacco dalla spietata comandante Lady Une. Heero, in risposta, autodistrugge il suo Gundam, restando quasi ucciso.
Più tardi, i piloti dei Gundam ritornano nello spazio solo per scoprire che le colonie sono state ingannate, schierandosi da quel momento con OZ. Tacciati come ribelli, cominciano per loro tempi difficili: Quatre sarà testimone dell'assassinio del padre; questo mentre Heero, Duo Maxwell e Chang Wufei vengono uno dopo l'altro catturati da OZ. Trowa Barton è infine costretto a nascondere i suoi veri intenti arruolandosi nelle truppe di OZ, e lavorando segretamente come agente infiltrato.
Quatre Rarerba Winner ha messo intanto a punto il Gundam Wing Zero (Uccello di Fuoco in Italia): si tratta del mobile suit Gundam originale disegnato dai cinque ingegneri, ma che non fu mai da loro costruito a causa di una sua particolarità la quale può mettere a rischio l'incolumità del pilota. Lo Zero Sistem è difatti un sistema di combattimento che si interfaccia direttamente con l'apparato cerebrale del giovane pilota ed incrementa così di molto le proprie tattiche di volo e combattimento. Il rovescio della medaglia è che l'esposizione prolungata a questo intenso stress psicologico provoca pericolose allucinazioni e, in alcuni casi, addirittura la pazzia.
In seguito alla morte del padre, Quatre scopre gli schemi dei progetti per il Wing Zero e lo ha costruito; lo utilizza poi per lanciarsi con tutte le forze contro OZ e vendicare in tal modo la morte del padre. Viene fermato da Heero e Trowa, anche se il secondo è quasi ucciso e soffre, come conseguenza dello scontro, di amnesia temporanea.
Dopo il loro ritorno sulla Terra, Heero e Rareba si rifugiano nel Regno di Sanc Kingdom, governato in maniera illuminata da Relena. Il paese è comunque sottoposto a continue pressioni da parte della Fondazione Romefeller, il gruppo aristocratico elitario che controlla oramai la maggior parte dei paesi del pianeta, così come Oz e il suo leader, Treize Kushrenada, che è stato confinato nel quartier generale della Romefeller per le sue idee contrarie all'impiego dei Mobile Doll (Mobile Suit che combattono senza pilota).
Così isolato dall'esterno, egli costruisce il Gundam Epyon/Navigatore (di colore rosso) e lo dà in seguito ad Heero. Molto simile a Wing Zero, anche Epyon è equipaggiato con lo Zero System. Dopo essere stato colpito dal sistema, Heero combatte ancora una volta contro Zack appena ritornato anche lui sulla Terra, che sta sperimentando il Wing Zero. Dopo la battaglia, che si conclude ancora una volta in un altro pareggio, i due si scambiano i Gundam.
Allo stesso tempo, Relena scioglie formalmente il Sanc Kigdom a causa della forte spinta accentratrice della Fondazione. Diventa quindi a malincuore la principale rappresentante della stessa organizzazione (prima solo come 'apparenza' e gradualmente poi anche sempre più nei fatti) con il titolo di Regina della Nazione Mondiale.
Alla fine, Treize è liberato dalla prigionia e "libera" Relena dal peso della corona; Sua Eccellenza poi prende il controllo della Fondazione Romefeller e, al tempo stesso, Zechs ritorna nello spazio per diventare il nuovo unico leader di "White Fang", un'organizzazione terroristica formata da alcuni ribelli delle colonie, sotto il suo vero nome di Milliardo Peacecraft.
White Fang ha preso il controllo di una astronave da guerra gigante che OZ stava costruendo per la Fondazione Romefeller chiamata "Libra". Zechs usa il cannone principale della corazzata Libra contro la Terra, provocando gravi danni al pianeta. Ciò induce Treize a raccogliere tutta la potenza militare dei paesi del pianeta ancora in grado di reagire ed avviare un attacco in direzione dello spazio, mentre i piloti di Gundam decidono di rimanere neutrali. Il White Fang continua ad avanzare, con la Fortezza spaziale Libra armata del super-cannone a raggi laser.
Alla fine, i piloti di Gundam scelgono di combattere contro White Fang. Durante l'epica battaglia finale, Treize viene ucciso in battaglia contro Wufei, mentre Heero combatte un'ultima volta contro Zack. La loro battaglia viene trasmessa in diretta a tutti i cittadini della Terra e delle Colonie spaziali in contemporanea. Allora i dirigenti politici delle colonie, riescono a mettere finalmente e una volta per tutte da parte le loro differenze e distinzioni con i cittadini della Terra, dando vita alla Nazione Terrestre Unita.
Tuttavia White Fang si rifiuta in ogni caso di arrendersi e invia la Libra contro il pianeta per provocare una catastrofe globale. Dopo diversi tentativi da parte degli altri quattro Gundam per evitare questo disastro, Heero intercetta i resti della corazzata che sta per entrare nell'atmosfera terrestre e riesce distruggerla sventando così il pericolo coi cannoni gemelli in dotazione del Gundam Zero, i Buster Rifle, ponendo in tal modo fine alla guerra.

### Gli OAV

#### Operation Meteor
Ambientato in parte subito dopo la fine degli eventi narrati nella serie TV e prima di Endless Waltz, questa serie OAV in quattro episodi del 1996 si compone di sette parti, una d'apertura, una di chiusura e cinque narrate dal punto di vista di ognuno dei cinque piloti. Si tratta di una sorta di ricapitolazione degli avvenimenti della storia in soggettiva, più nuove brevi animazioni che raccontano cosa succede ad ognuno dei cinque protagonisti prima del loro invio sulla Terra e dopo la battaglia finale. È inedito in Italia.
Non aggiunge granché alla storia ma chiarisce meglio gli antefatti e le conclusioni. L'Operazione Meteora è predisposta come forma di ritorsione contro la morte violenta del leader delle colonie "Heero Yui"; il piano originale ideato da Dekim Barton prevedeva che un'intera colonia spaziale si scagliasse contro la Terra, dopo di che i 5 Gundam sarebbero stati inviati per prenderne il controllo; infine il figlio di Dekim, Trowa, avrebbe preso il comando dell'intero pianeta.
Ma tre dei cinque ingegneri che hanno progettato i Gundam si rifiutano di seguire le istruzioni del piano genocida e scelgono di indirizzare i loro robot solo contro le truppe di OZ senza toccare la popolazione civile; il figlio di Dekim viene assassinato dall'ingegnere ed il suo posto viene preso da uno dei giovani meccanici che ha assistito al litigio.
Così i cinque Gundam sono stati inviati sulla Terra mascherati da stelle cadenti.
Attraverso vari flashback è presentato il passato dei cinque piloti di Gundam:
- 1 Heero, Trowa e Wufei si trovano a riflettere, rivivendo in prima persona, le vicende dei primi 26 episodi della serie Tv. Ad Heero viene assegnato dal suo capo ingegnere come nome in codice quello dell'eroe pacifista delle colonie fatto assassinare vent'anni prima dalla Federazione; il vero Trowa rimane ucciso prima dell'avvio della missione ed il suo posto e nome viene preso dall'assistente meccanico; Wufei è recalcitrante a seguire il piano originale predisposto e, in disaccordo col proprio clan, decide di utilizzare il Gundam affidatogli a modo suo.
- 2 Duo e Rareba rivivono, riassumendo dal loro specifico punto di vista, gli avvenimenti accaduti loro nella prima parte della Serie Tv. Duo, che in principio non vuole in alcun modo prender parte all'Operazione Meteor, prova ripetutamente - ma ogni sforzo risulta vano - a metter fuori uso il proprio Gundam; Rareba si ripromette di non ricorrere in alcun caso all'autodistruzione, qualsiasi cosa possa accadergli.
- 3 La conclusione della storia dalla prospettiva di Heero, Trowa e Wufei con in più una parte aggiunta riguardante Heero.
- 4 La conclusione della storia vista dalla prospettiva di Duo e Rareba, con in più una parte aggiunta riguardante il coinvolgimento di Zack al termine della vicenda.

#### Endless Waltz
Esattamente un anno dopo che la pace è stata ripristinata e la Terra è stata salvata dalla distruzione, la piccola Mariameia Barton, di soli sei anni, fa rapire il vice ministro degli esteri Relena Darlian. La sua folle idea è portare a termine quello che doveva essere il progetto del padre Treize Kushrenada. Plagiata e guidata dal cinico Dekim Barton, Mariameia vuole riunire la Terra e tutte le colonie sotto un unico autoritario governo.
Heero, Duo, Trowa, Rareba e Wufei, che speravano di aver detto definitivamente addio ai propri mobile suit, mettendo la parola fine ad ogni combattimento, sono così costretti a tornare in azione per sventare la nuova minaccia che sta mettendo in pericolo le sorti del mondo.

## Personaggi

### Piloti di Gundam
- Heero Yui (ヒイロ・ユイ?, Hiiro Yui)

Doppiato da Hikaru Midorikawa (giapponese), Luca Bottale (italiano).
Pilota del Wing Gundam. È nato sulla colonia Cluster L1 dove è stato addestrato al combattimento. È di carattere freddo e solitario, ma eroico, audace, generoso e altruista. È talmente ligio al proprio dovere che, messo alle strette, non esiterebbe a suicidarsi. Anche per tale motivo preferisce agire da solo. Il suo nome è un omaggio al grande leader pacifista Heero Yui. Inizialmente decide di uccidere Relena Peacecraft ma dopo qualche tempo fa un'altra scelta, la proteggerà sempre. Sia nell'anime che nel manga si può vedere come il loro rapporto si evolva di giorno in giorno.
- Duo Maxwell (デュオ・マックスウェル?, Dyuo Makkusuweru)

Doppiato da Toshihiko Seki (giapponese), Francesco Orlando (italiano).
Pilota del Deathscythe Gundam. È un tipo di carattere molto allegro e ama stare in compagnia. Nonostante il suo carattere solare, in battaglia viene chiamato "Dio della morte" e la sua tattica è sorprendere il nemico alle spalle. Ha dato ad Heero il nomignolo di "mister simpatia".
- Trowa Barton (トロワ・バートン?, Torowa Bāton)

Doppiato da Shigeru Nakahara (giapponese), Massimo Di Benedetto (italiano).
Pilota del Gundam 03, ovvero l'Heavyarms. È un ragazzo avvolto da mille misteri e difficilmente lascia trasparire le proprie emozioni. Trowa Barton non è il suo vero nome, ma quello di un ex pilota che lui stesso ha ucciso durante una battaglia, rubando il suo posto nel Gundam. Per tale ragione è anche soprannominato "L'innominato".
- Quatre Raberba Winner (カトル・ラバーバ・ウィナー?, Katoru Rabāba Winā) (Rareba in italiano)

Doppiato da Ai Orikasa (giapponese), Patrizio Prata (italiano).
Pilota del Gundam Sandrock. Figlio di una facoltosa famiglia araba i Winner, Quatre ha rinunciato ai suoi agi e alla sua posizione per pilotare il Gundam. Tuttavia è fragile, e di indole pacifista, al punto che se in battaglia perde la calma non riesce più a controllarsi, né a distinguere gli amici dai nemici.
- Chang Wufei (チャン・ウーフェイ?, Chan Ūfei)

Doppiato da Ryuzou Ishino (giapponese), Luca Sandri (italiano).
Pilota del Gundam Shenlong, in seguito modificato in Gundam Altron. Ragazzo forte e determinato, è anche un esperto di arti marziali ed un provetto spadaccino, abilità che utilizza anche quando pilota in Gundam. Non riesce ad accettare l'idea di perdere e la sua teoria è che i deboli non debbano scendere in campo.

### Membri dirigenti dell'Organizzazione per la Liberazione delle Colonie
- Doctor J.

Ingegnere e ideatore del Gundam Wing, oltre che mentore di Heero, è un esperto nel campo dei blaster. I suoi tratti distintivi sono gli occhialoni da pilota scuri da pilota d'aviazione, un braccio destro cibernetico e i tutori sulle gambe. Strambo ma affabile, Doctor J è immensamente orgoglioso di Heero e delle sue capacità ed incoraggia sempre il giovane a scegliere il proprio destino, ivi compresa la protezione di Relena Darlian e l'Operazione Meteor. È stato J che ha scelto il nome in codice di Heero, che a suo parere risulta essere molto appropriato. Salva anche Relena dalla HitSquad di OZ e le dà preziose informazioni circa Heero. Si sacrifica per impedire che l'astronave Peacemillion cada addosso alla Terra.
- Professor G.

Ingegnere e ideatore del Deathscythe, oltre che mentore di Duo. Egli si distingue per il suo lungo naso, i capelli a forma di fungo e una lunga cicatrice che gli attraversa la guancia. Anche Professor G è, proprio come Doctor J, piuttosto eccentrico, tende a descrivere Deathscythe come "l'ultima opera d'arte" mai creata, forse a causa della sua specializzazione in sistemi stealth, e sostiene che i Gundam degli altri sono solo "un colpo di fortuna". Membro del Gruppo di Sweeper, Professor G è rimasto colpito da Duo e ha gli ha offerto di addestrarlo come pilota di Gundam. Si sacrifica assieme agli altri ingegneri.
- Doktor S.

Ingegnere e ideatore dell'Heavyarms, egli si distingue per il suo naso proteso a spillo e i capelli grigi. La sua specialità sono le armi balistiche. Si è inizialmente opposto all'operazione Meteor, ma ha assegnato il suo Heavyarms all'originale Trowa Barton. Dopo la morte di quest'ultimo offrì il robot ad un giovane senza nome che aveva lavorato come meccanico alla sua costruzione. Si sacrifica con gli altri ingegneri.
- Istructor H.

Ingegnere e ideatore del Sandrock, oltre che mentore di Rareba. Egli è piuttosto grasso e porta lunghi baffi neri. Ha inizialmente incontrato Rareba, quando il giovane erede della fortuna dei Winner è stato scortato per la prima volta dal Corpo di guardie Maganac. Rareba dopo aver appreso nella sua giovinezza, la forza e risolutezza necessarie se si vuole condurre una vita onorevole, ha finito per avere come precettore proprio l'Istructor H, il quale ha ottenuto un prestito dai Winner per poter costruire il Sandrock. Rendendosi conto che non avrebbe potuto annullare la fragile natura di Rareba, Istructor H dopo aver spinto per la realizzazione dell'Operazione Meteor mandò il ragazzo sulla Terra per unirsi agli altri piloti di Gundam. Sembra essere il più riluttante degli altri tecnici a rivelare informazioni sul proprio robot. Si è sacrifica assieme agli altri ingegneri.
- Master O.

Ingegnere e ideatore dello Shenlong, oltre che mentore di Chang Wufei. Di imponente statura e completamente calvo, il potente e atletico Master O è un esperto in tutte le forme di arti marziali, abilità che trasferisce anche al mobile suit che crea. A differenza degli altri ingegneri costruttori di Gundam, voleva il suo pupillo il giovane Chang a seguire dell'Operazione Meteor, trascurando la moglie che poi morì, ciò ha portato ad una spaccatura tra Wufei e Master O. Si sacrifica assieme agli altri ingegneri.

### Organizzazione dello Zodiaco-OZ
Società segreta che s'infiltra sotto forma di corpo speciale dell'esercito nella Federazione Terrestre, comincia ad attaccare le colonie, che reagiscono spedendo i cinque Gundam sulla terra, con lo scopo di prenderne il controllo totale e di sostituirla. In seguito OZ si dividerà in tre parti: OZ (quelli rimasti fedeli all'Organizzazione originaria capitanata da Treize), la Fondazione Romfeller e White Fang (i ribelli comandati da Zecks Merquise).
- Zechs Merquise (ゼクス・マーキス?, Zekusu Mākisu) (Zack in italiano)

Doppiato da Takehito Koyasu (giapponese), Paolo Sesana (italiano).
Uno dei migliori tra gli ufficiale di OZ. Porta la maschera per nascondere la sua reale identità: Milliardo Peacecraft. Non si ritiene degno di ereditare il trono di Peacecraft, in quanto ha sulla coscienza la vita di decine di persone contro cui ha combattuto, e vorrebbe che l'onere toccasse a sua sorella Relena. Diverrà il capo di un gruppo di sovversivi che si fanno chiamare "White Fang".
- Treize Khushrenada (トレーズ・クシュリナーダ?, Torēzu Kushurināda)

Doppiato da Ryoutaro Okiayu (giapponese), Marco Balzarotti (italiano).
Leader incontrastato di OZ, nonché importante membro della Fondazione Romefeller. È un capo capace e determinato, che non esita a debellare ciò che impedisce i suoi scopi con la forza bruta, anche se il suo fine ultimo è la pace nell'universo, sotto la guida di OZ.
- Lucrezia Noin (ルクレツィア・ノイン?, Rukuretsia Noin)

Doppiata da Chisa Yokoyama (giapponese), Marcella Silvestri (italiano).
Un ufficiale di OZ, compagna di accademia di Zechs Merquise, di cui è da sempre più o meno segretamente innamorata. Per tale ragione esegue ogni suoi ordine senza neppure rifletterci. Successivamente si schiererà dalla parte di Relena
- Lady Une (レディ・アン?, Redi An)

Doppiata da Sayuri (giapponese), Stefania Patruno (italiano).
Un colonnello di OZ, subordinata diretta di Treize Kushrenada, per cui nutre una morbosa passione segreta. Si salva miracolosamente da un colpo di pistola ed esce da quest'esperienza completamente cambiata.
- Alex (Areksu)

Tenente pilota di OZ addestrato nell'Accademia del Lago Vittoria da Noin, guida le truppe nordafricane in Somalia; insieme a Muller va a caccia di truppe lealiste della Federazione e le annienta in nome del comandante Treize. Viene ucciso da Zechs nel corso dell'attacco alla Fortezza di Mogadiscio dopo aver violato il codice d'onore che impone d'accettar la resa degli avversari e risparmiarli.
- Muller (Myureru)

Compagno di guerra ancora più esagitato e testa calda di Alex.
- Hilde Schbeiker (ヒルデ・シュバイカー?, Hirude Shubaikā)

Doppiata da Araki Kae (giapponese), Renata Bertolas (italiano).
Una ragazza che si è arruolata volontaria nelle truppe di OZ; è cittadina della colonia L2. Conosce e diviene subito la migliore amica di Duo Maxwell, per cui nutre sentimenti profondi.
- Clark Trent

### Fondazione Romefeller
- Duca Dermail (デルマイユ侯?)

Doppiato da Osamu Kato (giapponese), Orlando Mezzabotta (italiano).
Presiede la direzione operativa della Fondazione Romefeller ed è il nonno di Dorothy, convinto militarista e cultore di idee aristocratiche tradizionaliste. Ha convinto Relena a diventare rappresentante della Fondazione per rendere più facile la sottomissione del mondo alla Fondazione, ma si trova a fare i conti con la giovane regina e le sue idee innovative, appoggiata da più di metà della stessa Fondazione.
- Colonnello Turbarov (ツバロフ技師長?)

Doppiato da Yuji Fujimoto (giapponese), Gianfranco Gamba (italiano).
Capo ingegnere e in quanto progettatore della Fondazione Romefeller è anche il creatore dei Mobile Doll; è stato lui a sparare a Lady Une, al momento della divisione di Oz tra la Fazione di Treize e quella dei Romefeller. Viene ucciso dal gruppo di White Fang in un attentato terroristico.
- Dorothy Catalonia (ドロシー・カタロニア?, Doroshī Kataronia)

Doppiata da Naoko Matsui (giapponese), Sonia Mazza (italiano).
La nipote del Duca Dermail. Eccentrica e capricciosa, Dorothy è una ragazza morbosamente attratta dalla guerra e dalla violenza, oltre che vagamente innamorata di Heero.

### Federazione degli stati terrestri
- FeldMaresciallo Marshall Noventa

Doppiato da Keiji Fujiwara (giapponese), Sergio Romanò (italiano).
Il FeldMaresciallo Noventa era l'anziano capo della Federazione Terrestre ucciso per sbaglio da Heero insieme agli altri leader pacifisti della Federazione il giorno dell'Operazione Alba a causa di un inganno di Treize.
- Generale Septum (セプテム将軍?)

Doppiato da Isshin Chiba (giapponese), Sergio Romanò (italiano).
Era stato il Capo delle Forze Spaziali della Federazione e aveva un carattere molto duro. Viene salvato dall'attacco dei Gundam da Treize e Lady Une, ma solo per poterlo usare per dichiarare guerra alle colonie, visto che i Gundam hanno ucciso i leader federali. Finito il suo compito Lady Une apre il portellone dell'aereo di Treize, facendolo precipitare ma uccidendolo prima che tocchi il suolo.
- Sally Po (サリィ・ポォ?, Sarī Pō)

Doppiata da Yumi Touma (giapponese), Lorella De Luca (italiano).
Una giovane donna ex-maggiore medico dell'esercito federale che fa ora parte di un gruppo di ribelli che si oppongono al predominio di OZ. Di origini cinesi-americane, Sally ripone tutte le proprie speranze di pace in Wufei, il quale gli ha salvato la vita in un'occasione.
- Conte Towsan

### Corpo di guardia Maganac
- Rashid Kurama

Grande e barbuto, è uno dei migliori amici ed alleati fedeli del "Signorino Rareba"; sopra ogni altra cosa dà valore al coraggio ed alla serietà nell'eseguire i propri compiti, ma anche alla prudenza necessariamente essenziale durante le missioni se si vuol aver esito positivo.

### White Fang
- Quinze

### Civili
- Relena Peacecraft (リリーナ・ピースクラフト?, Rirīna Pīsukurafuto) (anche conosciuta come Relena Darlian (リリーナ・ドーリアン?, Rirīna Dōrian))

Doppiata da Akiko Yajima (giapponese), Alessandra Karpoff (italiano).
Figlia adottiva dell'ambasciatore Darlian. È testimone dell'atterraggio di Heero Yuy, e ne resta immediatamente profondamente attratta. Solo in seguito alla morte del padre, Relena scopre di essere la legittima erede al trono di Peacecraft, e decide che sarà lei a riportare la pace nell'universo. Fin dal suo primo incontro con Heero se ne innamora e, dopo un'iniziale freddezza del ragazzo nei suoi confronti, a Relena viene promesso che sarà sempre protetta.
- Vice ministro degli esteri Darlian

Padre adottivo di Relena, era stato in passato uno dei più stretti collaboratori della casa regnante dei Peacecraft. Dopo l'aggressione da parte della Federazione del Regno, ha preso con sé la principessa adottandola come propria figlia. Con l'aumentare delle tensioni tra la Terra e le Colonie, Darlian è stato l'unico a sostenere con tutte le sue forze la politica del dialogo e del confronto con le colonie spaziali oppresse dal pugno di ferro militare. Muore a seguito dell'attentato bombarolo commesso da Lady Une.
- Catherine Bloom (キャスリン・ブルーム?, Kyasurin Burūmu)

Doppiata da Saori Suzuki (giapponese), Giusy Di Martino (italiano).
Una ragazza di 17 anni artista dello stesso circo in cui trova lavoro anche Trowa Barton. Catherine si affezionerà al ragazzo e sarà per lui un vero punto di riferimento nei momenti difficili.
- Sylvia Noventa

Doppiata da Kumiko Nishihara (giapponese), Tosawi Piovani (italiano).
Nipote del maresciallo Noventa, da cui Heero si recherà per confessarle la verità sulla morte del nonno.
- Iria Winner

Una delle sorelle maggiori di Quatre e medico spaziale che opera su un satellite orbitante.
- Zayeed Winner

Padre di Rareba e Iria, capo di una delle maggiori società produttive della colonia in cui risiede. Muore a seguito della propria netta e decisa opposizione rispetto ai tentativi di predominio di OZ nei confronti delle colonie spaziali.
- Pagan

Anziano maggiordomo, autista ed assistente tuttofare di Relena. Aiuta spesso e volentieri i ragazzi con le proprie competenze informatiche. Si tratta di uno dei pochi sopravvissuti del Regno di San Kingdom fuggiti dopo la sua invasione da parte della Federazione terrestre.
- Dottor Howard

L'ingegnere che ha progettato il Tallgeese e lo Wing Zero (il primo mobile suit in gundamnio) insieme con gli uomini che sarebbero diventati poi gli ingegneri dei Gundam. A differenza di loro, tuttavia, ha scelto di vivere una vita relativamente tranquilla, la gestione di un battello di salvataggio sulla Terra come parte del Gruppo Sweeper. Ha recuperato Peacemillion, l'astronave che ha co-creato con gli altri ingegneri. Le sue camicie hawaiane dalle sfumature avvolgenti fanno di lui il personaggio con i vestiti più colorati dell'intera serie.

## Mobile Suit

### Gundam
In questa serie sono cinque i principali Gundam.
- Wing (Ala di fuoco in Italia) che dà il nome alla serie, pilotato da Heero Yui capace di trasformarsi in un veicolo volante d'attacco (modalità "Uccello"). È dotato di un potente fucile a raggi a colpo unico: il Beam Buster ed una spada laser (Beam Saber) nello scudo.
- Deathscythe (Raggio letale), pilotato da Duo Maxwell, equipaggiato con una Beam Scythe (Falce a raggi) ed uno scudo laser che può essere lanciato contro il nemico. Questo Gundam è dotato di un sistema Stealth che disattiva tutte le telecamere e sensori di movimento permettendogli di avvicinarsi di soppiatto nonostante la mole.
- Heavyarms (Sentinella) pilotato da Trowa Barton, il Gundam più pesantemente armato dei cinque. Dotato di missili nascosti nelle spalle e mitragliatrici camuffate nel petto, oltre a mitragliatrici colossali e coltelli.
- Sandrock (Distruttore), guidato da Rareba Winner, strutturato per il supporto è il più corazzato dei cinque. Questo Gundam ha come arma due shotel (Heat Shotel) molto letali, una mitraglietta, uno scudo che ricalca la testa di una vipera e due missili teleguidati nelle spalle. Le sue falci, lo scudo e la porzione dorsale possono formare un'arma (Cross Crusher) capace di catturare l'unità nemica tra le lame per poi tagliarlo a metà.
- Shenlong (Ninja) pilotato da Chang Wufei, il più agile dei cinque, studiato per il corpo a corpo ha una formidabile manovrabilità; è dotato di una Beam Glaive (un'alabarda a raggi) uno scudo (che può anche essere usato come arma da lancio), e in più il braccio destro si allunga e forma una testa di drago con due lanciafiamme sotto gli occhi del drago (Dragon Fang) (nell'Altron questa caratteristica l'avranno ambedue i bracci).

Durante la serie alcuni di essi vengono modificati e diventano ancora più forti e potenti. Il Deathsccythe diventa il Deathscythe Hell, lo Shenlong l'Altron e l'Heavyarms diventerà l'Heavyarms Kai come il Sandrock che diventerà Sandrock Kai. Inoltre lo Wing verrà sostituito (sia nel manga che nell'anime verrà usata da Lady Une per salvare Treize, dove verrà amputato della parte inferiore, dopo tale episodio non si sa altro del suo destino) dallo Wing Zero (Uccello di Fuoco in Italia), robot molto simile al Wing ma che possiede lo Zero System, un terribile sistema di navigazione, che segnala (sotto forma di allucinazioni visivo-uditive) tutti i percorsi di vittoria e quelli di sconfitta, che rischia di prendere il controllo sul proprio pilota. Lo Zero è stato il punto di partenza per costruire e potenziare gli altri cinque Gundam usati dai protagonisti.

### Altri Mobile Suit
- Tallgeese (Pioggia di fuoco in Italia), usato prima da Zechs poi successivamente da Treize Kushrenada, è il primo Mobile Suit creato e la base di tutti gli altri. Verrà potenziato prima nel Tallgeese II e poi nel Tallgeese III. È dotato di un potente propulsore Vernier, un blaster, uno scudo ed una spada laser. Nel Tallgeese III lo scudo verrà potenziato con una specie di catena all'interno che conduce le Megaparticelle M diventando tagliente, la Beam Chain.
- Epyon (Navigatore in Italia) costruito da Treize e pilotato prima da Heero e poi da Zechs, che gli cederà in cambio lo Zero, può trasformarsi nella modalità dragone, è dotato di uno scudo con una specie di catena all'interno che conduce le Megaparticelle M diventando tagliente, la Beam Chain; e di una Beam Saber.

Nella serie sono inoltre presenti tutta una serie di altri mobile suit usati dalla federazione terrestre e da Oz: Leo, Aries, Taurus, Virgo ("Samurai"), Tragos, Scorpio, Serpent, Cancer, Pisces, Vayeate ("Guerriero"), Mercurius ("Mille scudi"), infine gli onnipresenti Mobile Dolls automatici ideati da Turbarov e che combattono senza il bisogno d'alcun ausilio da parte d'un pilota.

## Colonna sonora
Sigle di apertura
- Just Communication cantata dai Two-Mix (ep. 1-40)
- Rhythm Emotion cantata dai Two-Mix (ep. 41-49)

Sigle di chiusura
- It's Just Love cantata da Rumi Onishi (ep. 1-49)
- White Reflection cantata dai Two-Mix (OAV)

### Sigla italiana
- Gundam Wing, musica di Max Longhi e Giorgio Vanni, testo di Alessandra Valeri Manera, cantata da Giorgio Vanni.

## Doppiaggio
| Personaggio            | Doppiatore originale | Doppiatore italiano  |
| ---------------------- | -------------------- | -------------------- |
| Heero Yui              | Hikaru Midorikawa    | Luca Bottale         |
| Duo Maxwell            | Toshihiko Seki       | Francesco Orlando    |
| Trowa Barton           | Shigeru Nakahara     | Massimo Di Benedetto |
| Quatre Rarerba Winner  | Ai Orikasa           | Patrizio Prata       |
| Chang Wufei            | Ryuzou Ishino        | Luca Sandri          |
| Treize Khushrenada     | Ryōtarō Okiayu       | Marco Balzarotti     |
| Relena Darlian         | Akiko Yajima         | Alessandra Karpoff   |
| Zack (Zechs) Merquise  | Takehito Koyasu      | Paolo Sesana         |
| Lucrezia Noin          | Chisa Yokoyama       | Marcella Silvestri   |
| Lady Une               | Sayuri               | Stefania Patruno     |
| Dorothy Catalonia      | Naoko Matsui         | Sonia Mazza          |
| Sally Po               | Yumi Tōma            | Lorella De Luca      |
| Catherine Bloom        | Saori Suzuki         | Giusy Di Martino     |
| Hilde Schbeiker        | Araki Kae            | Renata Bertolas      |
| Ministro Darlian       | Akio Ōtsuka          | Marco Balbi          |
| Sig. Ra Darlian        | Yumi Touma           | Patrizia Scianca     |
| Sig. Winner            | Kinryū Arimoto       | Stefano Albertini    |
| Iria Ilena Winner      | Megumi Urawa         | Cinzia Massironi     |
| Maresciallo Noventa    | Keiji Fujiwara       | Sergio Romanò        |
| Sylvia Noventa         | Kumiko Watanabe      | Tosawi Piovani       |
| Professor J            | Minoru Inaba         | Aldo Stella          |
| Professor G            | Yuzuru Fujimoto      | Aldo Stella          |
| Dottor S               | Shinya Otaki         | Gianni Quillico      |
| Professor H            | Takashi Taguchi      | Riccardo Lombardo    |
| Maestro O              | Masashi Hirose       | Roberto Colombo      |
| Howard                 | Hiroshi Ishida       | Mario Scarabelli     |
| Tubarov                | Yuji Fujimoto        | Gianfranco Gamba     |
| Ten. Otto              | Toshiyuki Morikawa   | Diego Sabre          |
| Ten. Trant Clark       | Hiroshi Naka         | Gianluca Iacono      |
| Duke Dermail           | Osamu Kato           | Orlando Mezzabotta   |
| Ispettore Acht         | Yataka Shimaka       | Giovanni Battezzato  |
| Rashid Kurama          | Kazuhiko Nakata      | Mario Zucca          |
| Auda                   | Tomokazu Seki        | Alberto Olivero      |
| Ahmad                  | Isshin Chiba         | Mario Scarabelli     |
| Abdul                  | Toshiyuki Morikawa   | Riccardo Rovatti     |
| Col. Bunt              | Hiroshi Naka         | Cesare Rasini        |
| Magg. Nanaki           | Isshin Chiba         | Alberto Sette        |
| Sig. Ra Noventa        |                      | Rosalba Bongiovanni  |
| Quinze Barton          | Osamu Ichikawa       | Franco Jellinek      |
| Pagan                  | Hiroshi Naka         | Enrico Bertorelli    |
| Gen. Septem            | Isshin Chiba         | Sergio Romanò        |
| Conte Townsend         | Kinryū Arimoto       | Andrea De Nisco      |
| Proprietario del Circo | Hiroshi Ishida       | Daniele Demma        |
| Voce Narrante          | Akio Ohtsuka         | Antonio Fuochi       |

## Le versioni manga
Esistono una quantità di manga ispirati o tratti da Gundam Wing e Gundam Wing Endless Waltz. Di seguito i più importanti fra questi lavori:

Copertina italiana del 1º volume di Gundam Wing, pubblicato in Italia da Planet Manga (divisione di Panini Comics)

- Gundam Wing

Scritto e disegnato da Koichi Tokita
Pubblicato da Kōdansha su Comic Bom Bom a partire dal 1995
Adattamento della serie televisiva, che tuttavia presenta qualche differenza con la serie animata.
- Gundam Wing: Battaglia per la pace

Scritto e disegnato da Koichi Tokita
Pubblicato da Kōdansha su Comic Bom Bom a partire dal 1997
Estate AC196, la federazione terrestre guidata da Relena Darlian sta cominciando un lungo processo di disarmamento, tuttavia qualcosa potrebbe minacciare nuovamente la pace nell'universo. Si tratta di Vulkanus, un'arma di OZ persa da qualche parte nello spazio. Se presa da mani sbagliate, potrebbe essere usata per far riaccendere la guerra. I piloti del Gundam devono impossessarsene per distruggerlo.
- Gundam Wing: Valzer Infinito

Scritto e disegnato da Koichi Tokita
Pubblicato da Kōdansha su Comic Bom Bom a partire dal 1998
Adattamento fedele dei tre episodi dell'OAV Gundam Wing Endless Waltz.
- Gundam Wing: G-Unit

Scritto e disegnato da Koichi Tokita
Pubblicato da Kōdansha su Comic Bom Bom a partire dal 1997
Spin-off della serie televisiva, G-Unit racconta della remota colonia MO-V, dove la guerra sembra non essere arrivata. Ma presto l'arrivo degli agenti di Oz sconvolgerà l'equilibrio della pacifica colonia e per i due fratelli Odel e Odin Bernett arriverà il momento di combattere.
- Gundam Wing: Episode Zero

Scritto da Katsuyuki Sumisawa e disegnato da Akira Kanbe
Pubblicato da Gakken a partire dal 1997
Prequel della serie televisiva, il manga racconta le difficili infanzie di Duo Maxwell, Heero Yuy, Trowa Barton, Quatre Rabbera Winner e Chang Wufei, prima che diventassero piloti di Gundam.
- Gundam Wing: Blind target

Scritto da Akemi Omode e disegnato da Sakura Asagi
Pubblicato da Gakken a partire dal 1999
Relena ed i cinque piloti del Gundam diventano l'obiettivo di una cospirazione che tende a mettere le mani sui Gundam. Questo manga fa da collegamento fra gli eventi della serie televisiva e la storia degli OAV.
- Gundam Wing Special

Scritto e disegnato da Reku Fuyunagi
Pubblicato da Kadokawa Shoten a partire dal 1998
Quando la pace sembra ormai essere tornata nell'universo, Heero Yui e gli altri piloti di Gundam ricevono un messaggio di qualcuno che afferma di aver rubato i loro mobile suit. In realtà lo scopo del complotto è di mettere i cinque piloti l'uno contro l'altro affinché si eliminino a vicenda e lascino la Terra priva di difese.
Alla fine dei volumi adattati della serie anime (editi in Italia da Panini Comics) sono presenti delle strisce comiche dal titolo Forza Domon W che uniscono i personaggi di Gundam G e Gundam Wing.

### Volumi
| Gundam Wing                                   |     | |                    |                                  |
| 1                                             | 1-2 | 4 ottobre 1995 | ISBN 4-06-321755-8 | 28 agosto 2001 2 ottobre 2001    |
| 1                                             | 1-2 | Capitoli - Prologo - #1. Cinque armi segrete chiamate "Gundam" - #2. L'ambizione di OZ - #3. Heero contro Zechs. Scontro rovente al polo sud!! - #4. Giovani cavalieri erranti - Gundam G & Gundam Wing     |                    |                                  |
| 2                                             | 3-4 | 3 febbraio 1996 | ISBN 4-06-321766-3 | 25 ottobre 2001 12 dicembre 2001 |
| 2                                             | 3-4 | Capitoli - #5. Le ali del dolore - #6. La minaccia dei Mobile Doll - #7. Il diabolico Zero System - #7. Il diabolico Zero System - seconda parte - #8. Tutti insieme, Gundam Team! - Gundam G & Gundam Wing |                    |                                  |
| 3                                             | 5-6 | 30 aprile 1996 | ISBN 4-06-321772-8 | 14 gennaio 2002 12 febbraio 2002 |
| 3                                             | 5-6 | Capitoli - #9. Il crollo del regno di Sank - #10. Preludio allo scontro finale - #11. Terremoto nello spazio - #12. Giovani alle protese verso il futuro - Gundam G & Gundam Wing                           |                    |                                  |
| Gundam Wing: Battaglia per la pace (1 volume) |     | |                    |                                  |
| 1                                             | 1-2 | 21 aprile 2003 | ISBN 4-06-353049-3 | 8 marzo 2002 9 aprile 2002       |
| 1                                             | 1-2 | Capitoli - Battaglia per la pace parte 1 - Battaglia per la pace parte 2 |                    |                                  |
| Gundam Wing: Valzer Infinito (1 volume)       |     | |                    |                                  |
| 1                                             | 1-2 | 4 agosto 1998 | ISBN 4-06-321847-3 | 8 maggio 2002 4 giugno 2002      |
| 1                                             | 1-2 | Capitoli - Mariemeia Barton - Colonia X-18999 - Operazione Meteora - La conquista della Terra - L'ultima battaglia per la pace                                                                              |                    |                                  |
| Gundam Wing: G-Unit (3 volumi)                |     | |                    |                                  |
| 1                                             | 1-2 | 3 settembre 1997 | ISBN 4-06-321818-X | 2 luglio 2002 2 agosto 2002      |
| 1                                             | 1-2 | Capitoli - #1. Un mobile suit chiamato Geminus - #2. G-Unit fuori!! - Forza Domon! Gundam Party |                    |                                  |
| 2                                             | 3-4 | 4 febbraio 1998 | ISBN 4-06-321831-7 | 29 agosto 2002 3 ottobre 2002    |
| 3                                             | 5-6 | 3 aprile 1998 | ISBN 4-06-321835-X | 13 novembre 2002 5 dicembre 2002 |
| Gundam Wing: Episode Zero (1 volume)          |     | |                    |                                  |
| 1                                             | 1   | 26 agosto 1997 | ISBN 4-05-601710-7 | 9 gennaio 2003                   |
| Gundam Wing: Blind Target (1 volume)          |     | |                    |                                  |
| 1                                             | 1   | 21 giugno 1999 | ISBN 4-05-602072-8 | 5 febbraio 2003                  |
| Gundam Wing Special (1 volume)                |     | |                    |                                  |
| 1                                             | 1   | 1º dicembre 1998 | ISBN 4-04-853019-4 | 8 maggio 2002                    |